# Elecciones presidenciales de Costa Rica de 1898
Las elecciones presidenciales de Costa Rica de 1897 se realizaron de manera irregular para reelegir al entonces presidente Rafael Iglesias Castro. La reelección consecutiva estaba prohibida en las constitución vigente, pero Iglesias la reformó dos años antes para permitirse ser candidato. Así mismo, impidió que hubiera candidatos rivales por lo que fue candidato único. El Partido Republicano que agrupaba a la oposición llamó a sus seguidores a abstenerse en los comicios de primer grado.